# Hermann Lüddecke (Maler)
Hermann Lüddecke (* 25. Januar 1938 in Falkensee; † 17. Juni 2024 in Berlin) war ein deutscher Architekt und Maler der Richtung Gegenständliche Kunst.

## Leben und Werk
Hermann Lüddecke studierte von 1957 bis 1959 Gebrauchsgrafik an der Hochschule für Bildende Künste in Berlin, heute Universität der Künste Berlin. Von 1960 bis 1969 folgte ein Studium der Architektur an der Technischen Universität Berlin. Von 1971 bis 1976 war er Wissenschaftlicher Assistent und Lehrbeauftragter für Entwerfen an der Technischen Universität Berlin. Seit 1976 arbeitet Lüddecke als freischaffender Maler und Architekt und lebt von 1979 bis zu seinem Tod in Falkensee. Er war Mitglied im Künstlersonderbund. Seine Kunst zeichnet sich durch Frauenakte in verschiedenen Kontexten aus, ist gegenständlich und technisch hervorragend. Der größte Teil seines Gesamtwerkes befindet sich in deutschen Privatsammlungen. Der Nachlass wird vom Märkischen Künstlerhof Brieselang und der Familie verwaltet. 

## Gruppenausstellungen
- seit 1979 regelmäßige Beteiligung an der Freien Berliner Kunstausstellung
- 1983: „Innenbilder“, Brunswiker Pavillon, Kiel
- 1984: „Art & Andrology“, Galerie Wewerka, Berlin
- 1985: „Die Stadt, Deutsche Karikaturen“, Wanderausstellung des Goetheinstituts
- 1988: „Kunst und Telefon“, Kongreßhalle, Berlin
- 1990: „Zweitakt“, Ausstellungshalle am Fernsehturm, Berlin
- 1996: Martin Gropiusbau, Berlin (Künstlersonderbund)
- 2001: Kommunale Galerie Wilmersdorf, Berlin (Künstlersonderbund)
- 2002: Kommunale Galerie Wilmersdorf, Berlin (Künstlersonderbund)
- 2003: „Terra erotica“, Märkischer Künstlerhof, Brieselang
- 2003: „Erotischer Herbstsalon“, Galerie am Neuen Palais, Potsdam
- 2003: Kommunale Galerie Wilmersdorf, Berlin (Künstlersonderbund)
- 2018: Kunstsommer „ÜPPIG, ÜPPIG III“, Galerie Teterow, Teterow[2]

## Einzelausstellungen
- 1986/1988: Galerie Aue, Berlin
- 1992: Galerie „Sept fois Sept“, Paris
- 1993: Restaurant „La Coupole“, Paris
- 1996: Galerie Aue, Berlin
- 1999: „Salon d’Automne“, Paris
- 2002: Galerie Aue, Berlin
- 2002: Heimatmuseum Falkensee
- 2003: Artesse Galerie, Berlin
- 2003: Galerie im Restaurant „Bocca di Bacco“
- 2004: Kunstkontor Friederike Sehmsdorf, Falkensee
- 2004: Galerie Romstedt, Potsdam

## Veröffentlichungen
- 1961/1971: Illustrationen und Cartoons in den Zeitschriften Bauwelt, Colloquium, Exitus
- 1971: Porno-Comics (mit Winfried Passilewicz), Verlag Klaus Bär, Berlin
- 1971: Cartoons ohne Hand und Fuß, Lukianus-Verlag, Bern